# Cloephoracris nodulithorax
Cloephoracris nodulithorax är en insektsart som beskrevs av Marius Descamps 1979. Cloephoracris nodulithorax ingår i släktet Cloephoracris och familjen Romaleidae. Inga underarter finns listade i Catalogue of Life.